# アノーヒン博物館
アノーヒン博物館（ロシア語: Национальный музей респу́блики имени А.В. Анохина、英語: National Museum of the Republic named after A.N. Anokhin）はロシア連邦のアルタイ共和国の首都・ゴルノ・アルタイスクにある博物館である。

## 概要
アノーヒン博物はロシア連邦のシベリア地区の南、中国やモンゴルとの国境のアルタイ共和国の首都・ゴルノ・アルタイスクにある博物館である。ガスプロムなどの資金援助で2012年に設立され、ロシア人のアルタイ文化研究者・アンドレイ・アノーヒンを記念して名付けられた。 
スキタイのミイラ・ウコクの王女などが置かれている。 住所は、
Choros-Gurkina ul., d. 46, Gorno-Altaysk 659700, Russia

## 展示項目
- ウコクの王女
- グリゴーリ・グルキン (Choros-Gurkin)の絵画

など